# هانيس ديلكروكس
هانيس ديلكروكس (مواليد 28 فبراير 1999) هو لاعب كرة قدم بلجيكي يلعب في مركز المدافع في نادي رويال أندرلخت.